# 紀元前324年
紀元前324年（きげんぜん324ねん）は、ローマ暦の年である。
当時は、「クルソールによるド独裁の年」として知られていた（もしくは、それほど使われてはいないが、ローマ建国紀元430年）。紀年法として西暦（キリスト紀元）がヨーロッパで広く普及した中世時代初期以降、この年は紀元前324年と表記されるのが一般的となった。

## 他の紀年法
- 干支 : 丁酉
- 日本
  - 皇紀337年
  - 孝安天皇69年
- 中国
  - 周 - 顕王45年
  - 秦 - 恵文王元年
  - 楚 - 懐王5年
  - 斉 - 威王33年
  - 燕 - 易王9年
  - 趙 - 武霊王2年
  - 魏 - 恵王後元11年
  - 韓 - 宣恵王9年
- 朝鮮
  - 檀紀2010年
- ベトナム :
- 仏滅紀元 : 221年
- ユダヤ暦 :

## できごと

### マケドニア
- 東征中のマケドニア王国国王アレクサンドロス3世がインド遠征より旧ペルシア中心部に帰還し、バビロンにて新帝国の体制作りをはじめる。融和政策をさらに進めるため、スーサにてマケドニア人兵士とペルシア人女性との集団結婚式（en:Susa weddings）を実施[1]。両国の融合を図る。また、軍隊や行政にペルシア人のマケドニア人との対等な登用を進めた。

### 中国
- 秦の張儀が魏を攻撃し、焦を取る。
- 蘇秦が燕の易王の母と密通し、王はそれに気づく。蘇秦は恐れ、王に「私は燕に居ては、燕を重くすることができません。斉にいればできます」と言った。易王はこれを許した。蘇秦はこれを機に、斉に亡命し、威王の客となる。